# Night Was Our Friend
Pour plus de détails, voir Fiche technique et Distribution.
Night Was Our Friend est un film britannique réalisé par Michael Anderson, sorti en 1951.

## Fiche technique
- Titre : Night Was Our Friend
- Réalisation : Michael Anderson
- Scénario : Michael Pertwee d'après sa pièce
- Photographie : Gerald Gibbs
- Montage : Charles Hasse (en)
- Pays de production : Royaume-Uni
- Format : Noir et blanc - 1,37:1
- Genre : drame
- Durée : 61 minutes
- Date de sortie : 1951

## Distribution
- Elizabeth Sellars : Sally Raynor
- Michael Gough : Martin Raynor
- Ronald Howard : John Harper
- Marie Ney : Emily Raynor
- Edward Lexy (en) : Arthur Glanville
- Nora Gordon : Kate
- John Salew (en) : Mr Lloyd
- Cyril Smith (en) : Reporter
- Cecil Bevan (en) : Greffier du tribunal
- Felix Felton (en) : Président du jury
- Linda Gray : Spinster
- Edie Martin (en) : Old Lady
- Roger Maxwell (en) : Colonel
- Michael Pertwee : Jeune homme